# 彩奈リナ
彩奈 リナ（あやな りな、1989年2月26日 - ）は、日本のAV女優。LINX所属。神奈川県出身。

## 略歴
2015年に「七原 あかり（ななはら あかり）」としてデビューした巨乳のAV女優。所属事務所はNew Acter eXperience（NAX）。
2016年3月、所属事務所をファイブプロモーションに移し「彩奈 リナ」に改名。その後、所属事務所の解散によりLINX所属となった。
2024年7月からタカラ映像専属女優。

## 人物
長い手足とスレンダーボディ、釣り鐘型の胸をS字を描くくびれに定評がある。

## 出演作品

### アダルトDVD

#### 「七原あかり」名義
- 某航空会社勤務歴10年!! 33歳独身のHカップ現役CAさんAVデビュー ナンパJAPAN EXPRESS Vol.28（6月25日、ナンパJAPAN）※「星野翼」名義
- 夫に内緒ではじめてのAV 美し過ぎる奇跡の釣鐘型バスト（7月13日、E-BODY）※「あかり」名義
- 人妻ナンパ自宅中出し vol.5 街行くセレブ人妻をナンパしてAV自宅撮影!旦那のいない家でヤる背徳感まみれの中出し性交!! 人妻6人 in新宿・世田谷・杉並（9月2日、プレステージ）
- 過激すぎるド素人娘 4時間スペシャル 28（9月11日、S級素人）
- レイプ願望が強いクビレ爆乳なウチの奥さんをオレが単身赴任中に犯してやってくれませんか? 写メ送信で報酬アリ!中出しも蟻!（9月18日、チェリーズ）
- え!人妻だったの!? 街で声かけたお姉さんは人妻! それならご主人には内緒でＨなバイトしませんか!?（9月19日、DOC）※「あかり」名義
- Hカップ 敏感超絶ボディ ボイン七原あかりボックス（9月19日、ABC）
- マジックミラー号 女上司が秘かに恋心を抱く男性部下と野球拳! 2人♡っきりで初めて裸を見せ合い…長年の思いを告白し… 興奮抑えきれずに上司と部下初結合!?（9月24日、SODクリエイト）※「はるか」名義
- 横浜山手にある午後3時迄しか営業していないセレブ妻が働くメンズリラクゼーション倶楽部 3（10月1日、DOC）※「あかり」名義
- 膣奥に欲しがる巨乳妻の潮吹き妊娠奴隷契約（10月1日、Fitch）※「あかり」名義
- 一般男女モニタリングAV ずっと憧れていた取引先の美人社員とHなミッションでお近づきになりませんか? 一流企業の受付嬢が黒パンストに包まれた弾けんばかりのデカ尻でサラリーマンち○ぽを赤面尻コキ素股! 顔見知りだった2人は急激に親密になり仕事を忘れてSEXまでしてしまうのか!?（10月8日、DEEP'S）
- マセガキのカッチカチ勃起チ○ポで妊娠適齢期の子宮を突き上げられ常におま○こ汁垂れ流している親戚のおばさん（10月9日、DIY）
- 尽きない快楽に理性は崩壊。（10月19日、TEPPAN）
- 俺の乳首エステ 誰にも教えたくない位の、絶対に乳首をお留守にしない高級乳首エステティシャン（10月23日、REAL）
- 裏風俗最前線!! 身体を売りにするオンナ達が住み込む全室本番OKの最新式風俗マンション!噂が噂を呼び常に満員御礼の秘密は嬢自ら生本番を望んできて生中出しヤリ放題の噂は本当なのか!?徹底SCOOP!!!! 2（10月23日、SCOOP）
- あなたの職場に必ず一人はいる… アイツ絶対巨乳ってオンナ! 総務課 七原あかり Hカップ100cm（10月23日、チェリーズ）
- 夫の友人（10月25日、マドンナ）
- 強制AVデビュー（11月6日、光夜蝶）※「まこ」名義
- ガックガクの女（11月6日、ドリームチケット）
- 肉壺くぱぁっと中出しまーっくす♪（11月6日、NON）
- 近親相汗 「火照る肉体、蒸れた子宮、ガマンできない親子の本能」（11月7日、VENUS）
- ミス・ランジェリーナ II 高級コールガールの淫靡なランジェリーと濃密な性交 4時間（11月13日、BAZOOKA）
- 巨乳女教師 背徳の種付けセックス（11月13日、MARX）
- 性欲の強いママ友から次々絶頂ハメ狂いさせられたマッサージ師（11月15日、LOTUS）
- 巨乳女教師の誘惑（11月19日、OPPAI）
- オール2連射×M字開脚×鬼吸引フェラ 感涙のトリプルコンボ（11月20日、SEX Agent）
- 嫁ぎ先は中年地獄（11月25日、マドンナ）
- 寸止めSEX お願いだからイカせてください…（11月25日、セレブの友）
- パンコキ JK脱ぎたてほかほかパンティをチ●ポに被せシコられる極上のパンツコキ（11月27日、REAL）
- 私、脅迫されてます。（12月4日、光夜蝶）
- 着衣巨乳 奇跡の釣鐘型おっぱい人妻と中出し温泉不倫デート（12月8日、AVS Collector's）
- マジックミラー号 「早漏に悩む男性の暴発改善のお手伝いしてくれませんか?」 街中で声をかけた押しに弱い心優しい人妻さんが敏感チ6hearts;ポを励まし互いに何度も気持ちよくなる連続射精SEX!! 3（12月10日、SODクリエイト）
- 一般男女モニタリングAV 温泉旅行に来ていた町内会のみなさまが夫婦で挑戦! 妻なら愛する旦那のチ●ポ当ててみて! 巨乳ぞろいの人妻たちがご近所さんの中から旦那チ●ポを見つけて中出しセックスできたら100万円! …のはずが 間違えて旦那以外のチ○ポを選んでしまう奥様続出! 初めての中出し同室スワッピング!! 合計6SEX6中出し!! in箱根温泉（12月10日、DEEP'S）
- デカ乳輪家 巨乳輪ハーレム近親相姦（12月10日、ROCKET）
- 七原あかりの汗だく、種付け、童貞狩りSEX（12月13日、HERO）
- 絶倫老人たちに孕ませ輪姦されイキまくる巨乳嫁 II（12月18日、クリスタル映像）
- オナり愛液手コキ 〜溢れ出るマン汁がローション代わりで挿れたい気持ちは両者五分五分〜（12月18日、SEX Agent）
- 中出し禁断介護（12月24日、アイエナジー）
- 鉄パイプ拘束! ドMオナニーフィットネスクラブ 拘束オナマシーンだらけの女性専用ジムで全裸汗だく快楽を貪る巨乳妻（12月24日、ROCKET）
- 巨乳人妻3年目の浮気 〜勃起する巨乳乳首!!燃え上がる人妻の相手は別れた男〜（12月25日、TMA）
- パワハラ女部長が女性用バイアグラで人格が変わってイキまくる!! ヨダレ垂らして発情しっぱなしでキチ●イみたいに巨根チ●ポを欲しがり過呼吸一歩手前の失神悶絶の激ヤバ中出しセックス130分!!（12月25日、UMANAMI）
- 叔母の誘惑 〜僕を優しく惑わす卑猥な献身ご奉仕〜（12月25日、マドンナ）
- むちむちエロボディのドM妻は他人様の性玩具（12月25日、バルタン）
- ウブな弟を犯す巨乳ショタコンお姉ちゃん（12月25日、痴女ヘブン）
- ぶっかけ中出し専用 Hcup爆乳性奴隷（12月25日、ダスッ!）

- 精液を絞り尽くすまで終わらない発情した母親たちはもの凄いエロテクニックで 息子たちのチ○ポを食いまくる。（1月1日、VENUS）
- ノーブラニットで乳首ポッチしちゃってる爆乳女は、生チ○ポを欲しがってる!?（1月1日、OFFCE K'S）
- 抜き挿し丸見え! おまんこドアップディルドオナニー VOL.7（1月1日、OFFICE K'S）
- イッてもやめない!! 素人娘の悶絶手コキ責め!! 2（1月1日、虎堂）
- ナマ姦不倫 14（1月8日、光夜蝶）
- 一般男女モニタリングAV 心優しい巨乳の女先輩と社会人になってもまだ童貞の新入社員がキスから素股までの過激ミッションに挑戦! 恥じらいつつもアソコ♡が擦れて濡れちゃった先輩マ○コに興奮した童貞チ○ポが勢い余ってヌルッと大挿入! 勤務時間内の同僚男女が会社に秘密の筆おろしセックス! 2（1月8日、DEEP'S）
- 可愛い顔して複数プレイと危険日中出しを求める変態妻（1月8日、NON）
- 淫語ディルドオナニーSP 撮りおろし4時間（1月8日、OFFICE K'S）
- ゲスの極み映像 30人目（1月9日、フルセイル）
- はだかの奥様（1月19日、エマニエル）
- 俺のヤリマン紹介します。Vol.1（1月19日、ヤリマン伝説）※「MN子」名義
- 実録検証 「チェリーズさん、ボクが通っている整骨院の先生、ロケット爆乳ですよ!」 ドン引き&チラ見しつつも施術を開始する先生 七原あかり Hカップ100cm（1月22日、チェリーズ）
- 欲求不満妻たちのセンズリ鑑賞 其の十二（1月22日、OFFICE K'S）
- 自画撮り 素人娘のヘアヌードコレクション（1月22日、虎堂）
- 素人娘のフェラチオが上手すぎて凄い! Vol.1（1月22日、サルトル映像出版）
- 神の乳 あかり レオタードを抱く 4 アニメみたいな身体をきわどいレオタードに包んで…（1月22日、房総すぽこすランド）
- 無防備な胸チラ姿でゴミ捨てする若妻を中出し即ハメナンパ!!（2月5日、グリグリ）
- 一般男女モニタリングAV 街で声をかけた働き盛りの巨乳人妻OLとデカチンすぎて断られ続けて未だに童貞の男子大学生が密室で人生初の筆おろしミッションに挑戦! 旦那よりも大きい若者デカち○ぽを奥まで挿入された欲求不満妻は身体がのけぞるほど連続本気イキ! 合計26回!!（2月6日、DEEP'S）※「かずみ」名義
- 恥ずかしい野外授業 美術教師 七原あかり（2月11日、タカラ映像）
- DQNの溜まり場のトイレに知らずに入っちゃった僕の母。 40分後、小便と精液まみれになり半泣きでトイレから出てきた…（2月11日、タカラ映像）
- マゾ願望のある母を全裸家政婦にして野外でお仕置きしたところ…（2月11日、タカラ映像）
- 受験前の息子を卑猥なコスチュームで励ます巨乳ママ（2月12日、V&R PRODUCE）
- 人妻汗だくラッシュアワー 狙われた蒸れ巨乳（2月13日、VENUS）
- ママ友若妻たちの中出し危機一髪ゲーム!!（2月13日、はじめ企画）※「かおり」名義
- 女上司と部下は賞金ゲームで一線を超え男女の関係になるのか?（2月15日、ピーターズ）
- 「ナンパしても絶対無理な美人妻2人組をワザと痴漢師に襲わせて→助けて→ランチで距離をつめて→男の自宅まで誘って→ホロ酔いにさせて→ガードが緩い人妻のHを本命妻に覗かせたら→奥手な奥さんはSEXを受け入れるのか?」（2月18日、DANDY）
- デカ尻Tバック食い込みモロ見せ状態で、毎朝ゴミ捨て場で出会う僕を惑わせてくる年上のお姉さん達にしてヤラれた。（2月18日、SWITCH）
- 舞ワイフ 〜セレブ倶楽部〜 83（2月18日、AROUND）※「小野杏奈」名義
- 朝から晩までずーーっと挿入中♪ ハメっぱなし爆乳家政婦（2月19日、MAGIC）
- ウォーターポロ 10（2月26日、アスリート）
- 寝取り母 4 実は計画的に娘のダンナを寝取りたい母は、朝からオ●ンコが濡れまくりで2回も下着を取り替える始末。そしていざ決戦の日。今日はとっておきのお香水たっぷり振りかけて、娘婿を誘惑しますっ!!（2月29日（レンタル）/3月4日（セル）、LEO）
- ベロちゅう手コキをするうちに我慢できなくなった奥様たち♡（3月4日、グリグリ）
- エッチなことは高速が校則! 私立エロマッハ学園（3月5日、ROCKET）
- 新婚の兄に紹介された新妻が、ボクのお気に入りの元風俗嬢だった! でも兄はそのことを全く知らない!そんな元風俗嬢の兄嫁がボクから秘密が漏れるのを恐れて口止めでチ○ポを咥えてきた! しかもあの頃は全く出来なかった本番行為ヤリ放題!生中出しも勿論し放題!勿論すべて無料のタダマン!（3月5日、Hunter）
- うまなみの兄にめろめろにされた弟嫁（3月10日、タカラ映像）
- りくぶる NEXT GENERATION 2（3月18日、A-style）
- ちょんの間熟女 地方で噂の人気熟女をこっそり盗撮してみました（3月24日、タカラ映像）
- じっくりゆっくり快感でおかしくなっても続ける母と息子の性教育（4月1日、VENUS）
- 欲求不満な美人の母さんが、隠れて変態自慰をしていたのを偶然に発見!僕に見つかって一瞬空気が固まったけど、母さんから僕に近親プレイを求め持て余している性欲を僕の巨根を使って発散し、干からびるほどザーメンを絞り摂られた僕。（4月1日、NON）
- 社会人なのに童貞の僕が墓参りで数年ぶりに再会した従姉のフェロモンムンムン爆乳叔母さんに、暴風雨で電車が運休してしまい宿泊する事になったホテルの部屋で筆下ししてもらった（4月14日、タカラ映像）
- 母ちゃんが風邪薬飲んでぐっすり寝ているので夜這いしてマ●コを弄くっても全く起きないのでついでに顔射してみたwww（4月14日、タカラ映像）
- ジっと見つめ合いながらしゃぶり続ける友達の奥さん 人妻の口の中って温かい。それにしてもどうして目を逸らさないんだろう。（4月15日、SEX Agent）
- 侵入者が仕掛ける突然の羞恥ゲーム 感じて広がる股間の濡れ染み!「奥さん、5分間いじられてレオタードが濡れたら即チ○ポ入れますよ」（4月21日、ナチュラルハイ）
- 一般男女モニタリングAV 社員研修で箱根温泉を訪れた職場の同僚同士が仕事仲間のいる男湯で過激な密着泡洗体に挑戦! 部下の柔らか巨乳で全身を洗われて上司のち●ぽはたまらずギン勃ち! 仕事仲間の目の前にも関わらず公開SEXをしてしまうのか!? 2（4月21日、DEEP'S）
- ウチの母さんの性教育はどうやら他の家とは違うらしい?（4月28日、タカラ映像）
- 妄想痴漢バス 欲情が止まらない巨乳変態妻（5月1日、FAプロ）
- HYPER FETISH ハイレグいやらしクィーン（5月7日、デジタルアーク）
- 叔母さんが酔っていたので介補したら旦那と間違えて僕のチ○ポを咥えてきたwww（5月19日、タカラ映像）
- 『半ギマリ媚薬』×『寸止め焦らし』でアクメ懇願! 家政婦を呼んで部屋に二人っきり!エログッズや勃起チ○ポを見せつけてもエッチな気分にならない真面目な家政婦に弱めの媚薬を飲ませると、理性は保たれたまま体だけは超敏感ボディーに!何度も何度も寸止め焦らしを繰り返され、生殺しに我慢できなくなった家政婦が「お願いだからイカせてください!」と泣き叫びながら自らの意思で不本意なアクメ懇願するまで絶対イカすな!!（6月7日、アパッチ）
- 「『おばさんの下着を盗んでどうするの?』女を忘れた美人おばさんは自分で発情してくれる少年チ○ポなら下着を盗まれても嫌じゃない」 VOL.1（6月23日、DANDY）
- 顔バレNG!! マスク着用巨乳S級素人（6月24日、S級素人）
- 感度が上がる媚薬飲まされ、あっという間にイってしまう悶絶美熟女オイルマッサージ 7（6月30日（レンタル）/7月8日（セル）、LEO）
- まるごと七原あかり4時間（7月1日、アウダースジャパン）
- 体調を崩した母を介抱しないとイケないハズなのに母の顔が、とてもエロく見えて勃起してしまった僕に気づいた母は、優しい笑顔でやってはイケない介抱の仕方で俺を射精させた件（7月1日、NON）
- 訪問先で人妻にバイブをズブっと突っ込みその卑猥な動きにつられ激しくグラインドするバイブ尻（8月18日、AKNR）
- S級熟女コンプリートファイル 七原あかり6時間（10月7日、VENUS）※単体ベスト

- アナタごめんなさい…。3（2月3日、光夜蝶）※総集編
- まるっと!七原あかり（12月1日、プラネットプラス）※単体ベスト

- 爆乳喰らう! ～凌辱・輪姦・中出し～ 4時間（12月28日、REAL）

#### 「彩奈リナ」名義
- 母子姦 鍛え上げたプロポーションが息子を興奮させる巨乳母（7月7日、グローリークエスト）
- SOD女子社員 水泳大会 2016 12名全員SEX 熱くなり過ぎて中出しまで! 2枚組8時間スペシャル（7月7日、SODクリエイト）※「横溝花」名義
- レイプが合法になった世界 4 〜公衆の面前でチ○ポ挿れっぱなし!犯りたいと思った瞬間に即ハメ!白昼堂々強制子作り!!〜（7月7日、DEEP'S）
- 海水浴帰りのビキニ美女が訪れるUVケアオイルエステ（7月15日、MAGIC）
- 突然、ヤリマンすぎる7人の娘ができて40歳にして人生初!決してモテてはいないが夢のヤリまくり生活! 超がつく程のヤリマン(ヤリマン女子校卒&ヤリマン女子校在学)で普段から格好は超無防備でパンチラ&ブラチラは当然の事、乳首&生尻が見える事も日常茶飯事!そんなの見せられた日には勃起しまくりです。娘たちは娘たちで普段から男が近くにいるというだけで、とにかくボクをイヤらしい目で見て来て露骨に誘惑してくるのです!勃起しようものなら言い訳できず彼女たちの餌食!とにかくヤリまくって…、いやいやヤられまくってます!!（7月19日、Hunter）
- 汗だく巨乳妻 〜猛暑の中旦那の目を盗んで隣人との情事〜（7月21日、ヒビノ）
- 押せばデキる巨乳妻が働く回春性交マッサージ（7月22日、DOC）
- ネトラレーゼ 妻が、写真家の弟子にヌードモデルにされ寝盗られた話し（7月28日、タカラ映像）
- 魔少年たちの巨乳奥様狩り 13（8月5日、クリスタル映像）
- 「DANDYちょいワル10周年総力戦SPECIAL DANDYが今一番ヤりたいそっくりおばさん姉妹にワザと勃起チ○ポを見せつけたらヤれるか」 (8月6日、DANDY)
- 旦那の隣で夜這いされイキたくなくてもイッてしまう欲求不満妻 Vol.2（8月6日、F&A）
- 思わず●RECしたくなる着衣爆乳おっぱい（8月7日、unfinished）
- お義父さん、あそこが疼いてしょうがないんです…。（8月11日、タカラ映像）
- いいなりボンテージ（8月12日、REAL）
- 寝取らせ温泉 他人精子で孕ませられる巨乳妻（8月13日、E-BODY）
- 隣の男子校生のオカズにされていると気づいた人妻がその場で馬乗り逆即ハメ 2（8月18日、ナチュラルハイ）
- 通りすがりの若妻を拉致してアクメ強姦! 拘束しバイブを挿入して放置。腰を痙攣させる肉便器に中出し（8月18日、アイエナジー）
- ご近所人妻・接吻レズビアン 女同士の性行為 その快楽のトリコになった私たち（8月18日、ヒビノ）
- 同窓会で久々に再会した人妻を自宅に連れ込んで(´э｀) 勝手にAV業界に横流しVol.3（8月18日、F&A）
- 浪人生の僕は父の弟である叔父夫婦の家に居候して肩身の狭い思いをしていたが、多忙な叔父のせいで欲求不満の叔母は僕がAVマニアだと知ると部屋にやってきて「スケベなの見せてよ」となんとAV鑑賞!マ○コをびっちょり濡らして僕に飛び乗ってきたから連続中出ししてやった。（8月19日、VENUS）
- レンタル妻 6 自慢のこのカラダつきをたっぷり弄んでください!（8月25日、ながえスタイル）
- 忍者 Vol.49（8月26日、GIGA）
- レズビアン店員のいる乳揉みまくりランジェリーショップ（9月7日、ビビアン）
- 伊豆長岡温泉で見つけたお嬢さん タオル一枚 男湯入ってみませんか? ユーザー様リクエストNo.1の特別ミッション! 「男性客の股間にマッサージオイルを塗って自分の股間で揉みほぐしてあげる」 素股でドピュと大暴発スペシャル!!!（9月8日、SODクリエイト）
- 家事代行おばさんのピタパン尻に我慢できずにバックからねじ込むデカチン即ハメ! 「旦那がいるから…」 断られても強引にイカせるイケメンの高速ピストン口説きSEXを完全収録!! 魅惑の若チ○ポに心奪われたデカ尻妻が旦那では味わえない連続絶頂合計41回!（9月8日、DEEP'S）
- 生理前で疼いてしかたない発情マ○コをケガ人相手に顔面騎乗で倍プッシュ!それでも不完全燃焼の兄貴の彼女に勃起した近親チ○ポをみせつけたら生でヤレるのか?（9月9日、SCOOP）
- 定年退職してヒマになったドスケベ義父の嫁いぢり（9月19日、VENUS）
- 夫の親族に狙われた爆乳未亡人（9月22日、ヒビノ）
- この奥さんの詳細わかりますか? 板橋区在住、Hカップ爆乳妻と品川区在住で旅行が趣味の美乳妻がまさかの発情!なぜ"初対面の男のケツ穴まで舐める"ことになったのか? その一部始終。（9月25日、ビッグモーカル）
- 絶倫ヤリたがり男子の溢れる性欲が家庭教師のエロフェロモンに過敏に反応して暴走 生徒の生チ○ポ挿入を断れず気持ち良すぎる禁断中出しSEX!!（9月28日、TRIPLE H）
- マジックミラー号 ジム帰りの熟れムレ若妻に拘束電マ責め! 無防備なだらしない胸元・脇がそそる奥さま達の悶絶本気イキ潮吹き10連発! in世田谷（10月6日、SODクリエイト）
- 親父の再婚相手を親父が不在の日中に連日調教しまくっていたらやりすぎてドマゾになりました (10月13日、マルクス兄弟)
- 媚薬付きデカバイブを固定され膣内を掻き回され続け強烈に絶頂しまくる美人母娘（10月14日、DOC）
- ○○温泉名物ストリップのぞき部屋 マジックミラー越しに見覚えのある踊り子が…?ボクを昔イジめていた元リア充ヤンキーと○○年ぶりの対面個室に呼び出し口封じの中出しハメサービス強要（10月14日、SCOOP）
- 親父の再婚相手を親父が不在の日中に連日調教しまくっていたらやりすぎてドマゾになりました。（10月19日、MARX）
- 姑の卑猥過ぎる巨乳を狙う娘婿（10月20日、グローリークエスト）
- 幼なじみ→その妹→姉→母親までも! 突然の挿入で声もだせず家の中に潜む童貞少年に連続でハメられまくった巨乳家族 2（10月20日、ナチュラルハイ）
- 隣りに毎日揉まれた妻（10月27日、タカラ映像）
- 不倫同棲 7日間中出しセックスを続けた人妻（10月28日、人妻花園劇場）
- ファーストクラス絶品妻ナンパ 連続イカセFUCK 生中出し 2（11月10日、ホットエンターテイメント）
- 「お願いだから1回だけ…」 高齢なのに旦那よりバキバキに反り返る勃起チ○ポの義父を見て子宮が疼くセックスレス妻! 本気汁垂れ流しで絶対秘密の逆夜這い! 2（11月11日、V&R PRODUCE）
- 巨乳イベントモデル淫交撮影会（11月18日、クリスタル映像）
- 実力もないのに才色兼備ともてはやされてプライドだけ高い巨乳演奏家に復讐SEX（11月18日、クリスタル映像）
- 一般モニタリングAV マジックミラーの向こうには愛する旦那! 街行く素人奥様が絶対イカせてもらえない寸止め焦らし体験! 「もうイカせてください…」 極限まで寸止めされ絶頂欲求が高まった清楚妻おま○こ! すぐそばに旦那がいても目の前のダカチ○ポを求めてしまい挿入した瞬間にのけ反り即イキ 無限絶頂! 2（11月19日、DEEP'S）
- シロウトお嬢さんいらっしゃ〜い! 乗車すればその場で即決生出演、彼氏を外で待たせてその場で即ハメ! どこまでヤルの?!!（11月23日、SWITCH）
- 爆乳妻スワッピングパーティ（11月23日、F&A）
- 痴女の時のない密室 無限快楽からの脱出（11月25日、アロマ企画）
- AJOI 究極の完全主観 オナニーサポートDVD ディルドパフォーマンス Aromatic Jerk Off Instruction（11月25日、アロマ企画）
- お、お義父様やめて下さい…。 息子は恋敵 寝取られ近親相姦 ドSな義父のセクハラ無双に「もし旦那にバレたら…」と考えるだけで濡れるドM妻（11月25日、ビッグモーカル）
- オークに孕むまで輪姦種付け中出しレイプされる美少女たち 2（11月25日、TMA）
- 巨乳淫乱レズ美アン（12月8日、U&K）
- 覚醒する乳感度と究極のオルガズム スペンス乳腺マッサージ（12月8日、マッサGoGo!!）
- 巨乳村の御肉体祭がエロすぎたから子作り（12月8日、ZUKKON/BAKKON）
- 二度と結婚に失敗したくないバツイチ婚活者同士のための再婚お見合い相談所 〜円満な夫婦生活を送るにはセックスの相性が大事です!!〜 05（12月9日、熟女LABO）
- VIVA! 女豹の尻（12月13日、アロマ企画）
- 着衣イカセ!!（12月22日、新中野小劇場）
- 巨乳家政婦の無自覚誘惑（12月22日、F&A）

- 男を責め狂わす痴女 汗だく中出しセックス 2（1月1日、TEPPAN）
- 「えっ?僕が10,000人目の客!?記念サービスがある!?」人妻デリヘルを頼んだら、偶然、トップキャスト5名が来ることになってしまったら貴方はどうしますか?（1月6日、SODクリエイト）
- パンチラで誘ってマンチラで堕とす ニオイたつ股間をこれでもかと見せ付けて男を誘惑する美女たちのいやらしい種付け誘惑（1月6日、Mr.michiru）
- 彼氏とセックスばかりしていて、いつも赤点取ってる姉（妹）がボクと成績を比べられて親に怒られるのが嫌になった結果…テスト勉強しているボクにエッチな誘惑をしてきて成績を下げさせようとする。（1月6日、Mr.michiru）
- 隣の奥様はHカップグラマラス美人妻（1月7日、RUBY）
- イッてはいけない!禁欲中の僕を誘惑し超絶テクのフェラや手コキで寸止めしまくる誘惑お姉さん（1月13日、アロマ企画）
- ハミ乳ハミ尻レオタード姿の真面目なインストラクターに男性会員たちはフル勃起! コッソリ媚薬を飲ませて覚醒させるとカラダが仰け反るほど絶叫イキしながら何度も中出し懇願!（1月13日、V&R PRODUCE）
- 媚薬ペニバンを挿入され｢嫌なのに…｣舌を絡ませレズ接吻セックスを欲しがる巨乳女教師（1月19日、ナチュラルハイ）
- エッチな女の子の穴図鑑　第一号（1月25日、アロマ企画）
- マッサージで男性施術師を挑発して感じちゃった私「こんなスケベで積極的なお客さんじゃ理性が持ちません」（1月25日、アロマ企画）
- 巨乳な人妻のナマ着替えを覗いていたら 奥さんのほうから窓ガラスにデカパイ押し付けて誘惑してきた!（1月27日、SCOOP）
- お姉さんの巨尻が猥褻過ぎて秒殺で悩殺!!（2月1日、MARRION）
- 淫熟シェアハウスへようこそ（2月2日、SODクリエイト）
- ママ友たちと温泉旅行「子供なんだから一緒に入ればいいでしょ! 」混浴したら湯船は大人のボインだらけでチ〇コ勃っちゃった! 「ママには黙っててあげるから」元気な子供チ○ポに興奮した奥さんたちは寄ってたかってもてあそんでくれました。（2月2日、SWITCH）
- 友人の妻「俺は、お前の奥さんが欲求不満なのを知っている…」（2月7日、VENUS）
- その突き出たふくらみがたまらない・・ 義父と巨乳の嫁（2月13日、ながえスタイル）
- 身動きは取れないけどチ○ポは元気な青年を病室で見つけた淫熟女5人が次々勃たせてハメていく連続性交入院生活（2月16日、SODクリエイト）
- 危険日直撃!!子作りできる巨乳メイド（2月16日、Mr.michiru）
- 「あっ! ナマで入っちゃった!」凄テクオイル素股でチ○ポをマ○コに擦りつけてたら思わずフル勃起からの生挿入!本番禁止のはずなのに生中出しSEXまでしちゃった4人の爆乳美熟女デリヘル嬢（2月16日、グローリークエスト）
- 時間を止めて、新婚の先輩OLにいたずら中出し（2月20日、STAR PARADISE）
- 偽りの同窓会（2月23日、タカラ映像）
- 中出し懇願 妻の友人 2（3月10日、LEO）
- デカ尻爆乳のセックスレス妻が集まるママさんバレー! 見学にやってきた新入部員の旦那を練習の合間に隠れて誘惑!自ら腰を振り勝手にイキまくる! 3（3月10日、V&R PRODUCE）
- AV女優 裸コレクション（3月10日、V&R PRODUCE）
- 完全ノーカット撮影 （新）本気で何度もイキまくるディルドオナニー 1（3月17日、OFFICE K'S）
- 挑発タイトイズム（3月20日、ミル）
- 催眠ハウスNTR-大田区○池台-（4月1日、催眠研究所）
- 【野外露出あるある】嫌がる女ほどハマるwリナちゃん25歳（4月7日、山と空）
- 「お母さんだって水泳部だったのよ!」 ムキになって娘の競泳水着を着たらデカ乳デカ尻過ぎて脱げない! 熟れたカラダに欲情した男が水着ズラして即ハメ! ご無沙汰過ぎて膝ガクしながら何度もイキ乱れた!（4月14日、V&R PRODUCE）
- 借金妻の肉体返済 夫には内緒にしてください（4月20日、NEXT）
- 身動き取れず媚薬入り固定バイブに腰をがくがく痙攣させる人妻 羞恥拘束したまま放置させたらイキまくった挙句チ○ポをねだったので望み通り中出ししてやった（5月7日、かぐや姫）
- AV女優 自画撮りオナニー（5月12日、V&R PRODUCE）
- 産後の妻が育児サークルに通い始めたのですが、どうやら私が家族のために懸命に働いてる最中、妻はイクメンパパたちに集団中出しされていたそうなのです（5月20日、ミセスの素顔/エマニエル）
- おっぱいインストラクターまるごと全員に種くばり（6月19日、ZUKKON/BAKKON）
- 狂った愛情 愛する故の超えた愛情（6月22日、タカラ映像）
- 美少女が美脚で御奉仕するノーハンド回春エステ（7月13日、MOODYZ）
- ママさんバレー弱小チームのコーチをすることになった僕はハイレグブルマからはみ出すムチムチの巨尻巨乳を見て中出しによるトレーニング法を発案（8月7日、かぐや姫Pt/妄想族）
- ゆけむりたび 義父と温泉旅行で…（8月10日、タカラ映像）
- 久しぶりに実家に帰って来たら妊娠に悩む2人のデカ乳姉が!フル勃起が止まらないウブな童貞弟を豊満オッパイで圧迫しながら強制生挿入!夢の近親相姦3PSEXで何度も中出しさせられる!（8月11日、V&R PRODUCE）
- 隠れ爆乳が近所で評判の貞淑メガネ妻。リナ30歳（8月14日、EROTICA）
- NTRレズビアン ～僕の妻は巨乳の女に寝取られました～（8月19日、レズれ!）
- おち○ちんを褒めて励まし自信をつける最先端不妊治療クリニック（8月19日、ZUKKON/BAKKON）
- レンタル妻6 自慢のこのカラダつきをたっぷり弄んでください!（8月26日、ながえSTYLE）
- 母性に飢えたオトナになりきれない童貞の息子に責任感じた巨乳の母が優しく授乳手コキ!…旦那では満たされない母は息子の若いチ○ポで何度も中出し懇願! 2（9月8日、V&R PRODUCE）
- 昭和人妻キネマ館 夜這いされる農家の嫁（10月7日、RUBY）
- 童貞息子の将来を気にした巨乳の母が優しく性教育!愛撫だけで連続射精する敏感チ○ポを強化するために妊娠覚悟の生挿入! 優しいスローピストンでチ○ポの形を噛み締めながら連続絶頂!親子にも関わらず早漏改善するまで何度も中出し! 2（10月13日、V&R PRODUCE）
- 主観施術で脳内覚醒する誘惑Jカップ回春 中出しエステサロン（11月3日、h.m.p）
- 熟女レズ 為替ディーラーと人妻（11月7日、RUBY）
- 熟女たちの下品なガニ股ディルド自慰（11月13日、セレブの友）
- ヘンリー塚本原作 団地妻 昼下がりの情事（11月13日、FAプロ）
- 母子交尾 ～大子路～（12月7日、RUBY）
- 憧れの母性溢れるデカ乳義母に欲情した童貞息子が優しいパイズリを懇願!柔らかな胸に挟まれて勃起が止まらずまさかの生チ○ポ挿入！大きなオッパイ揺らしながら早漏過ぎて何度も中出し! 2（12月8日、V&R PRODUCE）
- 4畳半のボロアパート妻 ～生きていくため・・男に抱かれる人妻～（12月13日、ながえスタイル）
- 憧れの女上司とふたりで地方出張に行ったら急遽現地の温泉宿に一泊する事になりました。（12月28日、タカラ映像）

- AV女優 ディルドオナニーコレクション（1月12日、V&R PRODUCE）
- 罵り唾吐きセーラー熟女 M男妄想主観映像（1月20日、レイディックス）
- 僕がアヘ顔晒すほどガツガツハメてくる淫乱美女達 4時間（2月2日、NON）
- ケツの穴ずっと丸見えオナニー 全編オールカメラ目線&オナニー時オールケツ穴カット（2月20日、レイディックス）
- もしも時間が止まったら…?人妻さんをレイプする（2月20日、STAR PARADISE）
- 義父に寝取られたIカップの爆乳妻（3月8日、センタービレッジ）
- 「何発だって出来るんだから!」童貞に悩む息子が義母に悩みを相談!豊満過ぎるデカ乳に我慢できなくなった息子は父が居るにも関わらず強制生挿入!逃げる母親を抑えつけ家中どこでもハメまくる!早漏過ぎる息子は絶倫過ぎてキンタマスッカラカンになるまで死ぬほど中出し! 3（3月9日、V&R PRODUCE）
- 爆乳の人妻はおっぱいを揉みまくると絶対的に淫乱になる（3月19日、ドグマ）
- マイクロミニスカートで社員を挑発するヤリマンドスケベ巨乳OL（4月7日、WEEKENDER）
- 隣の超乳奥様12人4時間デラックス vol.2（4月7日、RUBY）
- 極イカセ!手枷足枷で開脚拘束される女たち10人（4月13日、なでしこ）
- 人妻温泉不倫旅行（4月20日、クリスタル映像）
- 美麗顔騎妻（4月23日、V.O.C）
- 鍋パNTR たぶん…女房は元請けの社長に抱かれます…（4月26日、タカラ映像）
- ザーメン搾りコレクション 超絶テクのフェラ&極上の手コキ（6月22日、ケイ・エム・プロデュース）
- 寝取られ人妻レズビアン ～新妻の浮気相手は夫の上司～（7月1日、U&K）
- スレンダーなのに巨乳の人妻が全身くねらせビックンビックン（7月13日、ケイ・エム・プロデュース）
- ガニ股絶頂 手まんレズ（7月13日、U&K）
- 媚薬痙攣アクメ!中出しFUCK 4時間（7月27日、ケイ・エム・プロデュース）
- レンタル妻 三十路編vol.2 他人棒を満足させるために貸し出された30歳妻たち（9月13日、ながえスタイル）
- 浮気の代償とMへの覚醒。懺悔緊縛調教!濡れるIカップ若妻（9月14日、ケイ・エム・プロデュース）
- 若くして出産したまだまだ全然アリなお母さんの成熟した裸に触れ発情した僕はイケない事とは知りながら一線を越えてしまった（9月14日、なでしこ）
- ながえSTYLE若妻厳選 夫に言えないふしだら性生活 義父にハマった若妻たちの告白（10月25日、ながえスタイル）
- ミニスカ回春エステシャン 密着型見せつけ挑発&エッチなハプニング（10月26日、ケイ・エム・プロデュース）
- Fカップ以上の居乳限定!柔らかなデカ乳姉20名の母性溢れるオッパイを弟が揉みまくり!一線を越えた禁断の近親相姦SEXで50発射精!（11月9日、V&R PRODUCE）
- お母さんといっしょ2 僕と母と淫靡な湯治と。 欲求不満の人妻は温泉旅館で息子に抱かれ激しく悶える近親相姦。 12人4時間（11月10日、ビッグモーカル）
- 悶絶!イキ狂い妻 精神が崩壊するまでイキ続けたい人妻たち（11月19日、ドグマ）
- 三十路の黒系お姉さんはテクも色気も半端ない やらしい…やらしい…あーーーーやらしい!!（12月12日、マーキュリー）
- 本当にあった田舎の借金返済! 生きていくために妻は身体を売りました（12月13日、ながえスタイル）
- 肉欲接吻レズビアン 人妻セラピストの淫らなマッサージで女同士の快楽に堕とされて（12月20日、ヒビノ）
- 悪エロガキの巨乳奥様狩り BEST（12月20日、クリスタル映像/NITRO）

- AV女優 黒パンスト直履き!足裏見せつけディルドオナニーコレクション（1月11日、V&R PRODUCE）
- (Iカップ)以上限定!神乳お姉さんのド迫力セックス（1月11日、UMANAMI）
- ネトラレーゼ 【新章】親父が嫁をヤラしい目で見ています… （1月17日、寝盗会）
- 魅力の垂れ乳熟女8人（2月22日、なでしこ）
- くびれたウエストからのデカ尻がエロ過ぎる12人（3月8日、UMANAMI）
- 最近、夫としていない結婚10年子持ちIカップの美人奥さん 久しぶりのSEXに興奮し過ぎた熟れたカラダは大量の愛液を溢れさせド淫乱にハメ狂う! 彩奈リナ（5月19日、美人魔女/エマニエル）
- Wエロ黒系お姉さま癒しのご褒美痴女 彩奈リナ 吹石れな（6月12日、MERCURY）
- 巨乳妻寝取られレズビアン ～湿るアソコの匂うオンナたち～ 彩奈リナ 峰ゆり香（6月13日、U&K）
- S級ニューハーフ濃厚レズ性交 Vol.3 高級人妻オイルエステ（6月15日、ピーターズ）
- OPPAIナーススペシャル 巨乳痴女医科大学 パイズリ中出し精液採取科 真木今日子 鈴木さとみ 葵百合香 彩奈リナ 春菜はな 優月まりな（7月19日、OPPAI）
- 妻に何が起こったか? ～貞淑な人妻がどうして義父や息子とのセックスに溺れたのか～（8月24日、ビッグモーカル）
- 成熟巨乳女の柔肌 男根欲汁を吸い尽くす（9月12日、ヒビノ）
- お色気P●A会長 & 悩殺女教師と悪ガキ生徒会 彩奈リナ 真木今日子（9月19日、グローリークエスト）
- 乳房 (おっぱい) むしゃぶりつきたくなるエロス（12月1日、FAプロ）
- 年上美人の下着を物色中「こんな年増女の下着で欲情するの?」と… 女として見られる悦びからか「本当に私なんかでいいの?」と欲求不満な身体で精液搾取 3（12月6日、DOC）

- 裸のシェアハウス 彩奈リナ 真木今日子（1月1日、プラネットプラス/裸婦趣向）
- 向かいの部屋の巨乳美女の生着替えを覗いていると… 3（1月3日、DOC）
- 爆乳ムチムチ妻の下品なマラ喰い肉欲生活 彩奈リナ（3月1日、プラネットプラス/七狗留）
- ダブルムッチリ 宝田もなみ 彩奈リナ（3月13日、ミル）
- ママのリアル性教育 彩奈リナ（3月19日、グローリークエスト）
- 老働者に輪姦され性奴隷と化す巨乳未亡人 彩奈リナ（6月11日、グローリークエスト）
- ママさんバレーに通うハイレグブルマを穿いたチ○ポを欲しがるご無沙汰妻たちは卑猥な腰振りで何度も大絶頂! 23名5時間!（6月12日、V&R PRODUCE）
- まるまる! 彩奈リナ（6月26日、なでしこ）※単体ベスト
- ご奉仕の着衣尻 2（7月7日、アロマ企画）
- デカ尻パンチラコスプレ娘にち○ぽコスられたい（8月7日、アロマ企画）
- 内緒の昼顔 出会いの多い配達で 彩奈リナ（8月13日、タカラ映像）
- エッチなお姉さんのパンチラ & 全裸トレーニング（8月25日、アロマ企画）
- 濃厚接吻スペシャル・12人の卑猥なレズビアン達（8月27日、ヒビノ）
- 学生さんに揉みまくられて… 彩奈リナ（9月1日、熟女大学/熟女卍）
- ガーターベルトのふともも×腿コキ 4（9月7日、アロマ企画）
- 立ったまま濃厚キスして垂れる涎でチ○ポをヌメらせる至高の手コキ（10月1日、グローリークエスト）

- 義母のM汁 絶倫息子の背徳縄虐 彩奈リナ（1月7日、シネマジック）
- BeAST-狂辱の麻薬捜査官- Case-004:姫咲真奈美の場合 究極の残酷女肉拷問! 無惨に涙を垂れ流す狂った秘奥 彩奈リナ（3月25日、Baby Entertainment）
- おっぱい ほどよく熟れた柔らかな果実（4月13日、FAプロ）
- 絶頂輪廻の高層椅子 何があっても絶対に逃れられない残酷な場所（5月19日、Baby Entertainment）
- 夫には絶対見せられない白昼の絶叫熟練テクニックの不妊治療師に調教された巨乳妻 彩奈リナ（7月25日、NAGIRA）
- おしっこ114連発 98人（9月2日、グローリークエスト）

- 美女ベスト 彩奈リナ 4時間 巨乳巨尻マドンナ（4月12日、Mellow Moon）※単体ベスト
- 昭和の農村であったとある卑猥な出来事（6月25日、セブンエイト）
- 近親相姦 母のお尻 ～美義母の官能巨大尻と爆乳 彩奈リナ（9月6日、RUBY）

### VR
- 6人の痴女に唾液を垂らされながら尻の穴までくっきり見える密着顔騎ま○こ見せつけ集団オナニー 彩奈リナ 芹沢ゆず 西崎さやか はるのるみ 美泉咲 森保さな（3月22日、SODクリエイト）
- 挑発オナニー & パイズリフェラ 彩奈リナ（4月7日、MILU VR）
- ボディコンWフェラ & 痴女責め 彩奈リナ 二階堂ゆり（4月21日、MILU VR）
- ハイレグレースクィーン着衣FUCK 彩奈リナ 二階堂ゆり（4月28日、MILU VR）
- 俺専用! 最高級おっぱいコンビを一人占め 真木今日子 彩奈リナ（6月2日、CASANOVA）
- 発情嫁と子作りSEX 彩奈リナ（6月9日、CASANOVA）
- 働く女達の性事情 ～爆乳OLコンビのSEXキャンペーン～ 真木今日子 彩奈リナ（6月9日、CASANOVA）
- W爆乳OLと二股社内恋愛 真木今日子 彩奈リナ（6月16日、CASANOVA）
- 放課後の部室で彼女とイチャイチャしてたら担任教師に見つかってまさかの僕を取り合う3Pセックスに あず希 彩奈リナ（8月1日、TAMI）※「VR-1グランプリ 2017」エントリー作品。
- 媚薬を仕込まれて完全に淫乱化した爆乳OLと深夜のオフィスで密着セックス 彩奈リナ（8月27日、TAMI）
- 高画質VR 屈辱! 僕の眼前で妻と巨乳の女が見せつけレズセックス featuring NTRレズビアン 彩奈リナ 枢木みかん（11月16日、レズれ!）

- 敏感妻と見つめ合いながら濃厚セックス 彩奈リナ（6月28日、虎丸フェッチ）

- シンプルにヌケるが一番! 誘惑のボディーパーツを見抜けるVR。婬猥痴女編（8月14日、MILU VR）

### ネット配信
2015年
- YUKARI（11月9日、すっごくカラダのE子ちゃん）
- あかり（11月28日、KAKUJITSU）

2016年
- YUKARI 2（1月2日、すっごくカラダのE子ちゃん）
- あけみ（1月4日、応募即撮りH系）
- あけみ 2（1月18日、応募即撮りH系）
- りな（12月17日、マッサDX）

2017年
- りな（1月7日、KAKUJITSU）
- 不倫願望女を催●でメロメロに洗脳してセックスしまくるビデオ（11月5日、催眠研究所）

2020年
- 混浴目的のカップルに人気の温泉宿で仕掛けるNTR企画☆彼の知らぬ間に他人棒をぶち込まれ未承認中出しw ひじり（7月10日、黒船）

2022年
- THE 爆乳会4時間SP おっぱい100cm超級の人気AV女優10人がぶるんぶるんっ大集合!（3月11日、パラダイステレビ）

### イメージDVD

#### 「七原あかり」名義
- 美女百花 プレミアムヌード（2015年11月20日、メディアブランド）

## 書籍・出版

### 写真集
- 原寸大おっぱい図鑑 Ecstasy（2017年11月17日、一迅社　撮影：須崎祐次）- Iカップ担当[4] ISBN 978-4-7580-1579-0

### デジタル写真集
- デジグラ・デラックス 彩奈リナ 001（2021年12月23日、ラビリンス）
- デジグラ・デラックス 彩奈リナ 002（2022年2月9日、ラビリンス）
- 煌めく瞬間に捕らわれて【グラビア写真集】彩奈リナ（2022年4月22日、プレステージ出版、撮影：門嶋淳矢）
- 煌めく瞬間に捕らわれて【ヌード写真集】彩奈リナ（2022年4月22日、プレステージ出版、撮影：門嶋淳矢）

### 雑誌
- 週刊実話 2019年2月7日号（2019年1月24日、日本ジャーナル出版）- グラビア「彩奈リナ 誘い妻」
- 壮快Z⑩（2020年5月14日、マキノ出版）- 袋とじ「淫らな本性を激写! 16P」

## 出演

### 映画
- 不倫、変態、悶々弔問（2019年10月25日、オーピー映画、監督：竹洞哲也） - 檜美都子 役[5]